# 第二次納戈爾諾-卡拉巴赫戰爭
第二次納戈爾諾-卡拉巴赫戰爭（直译：「44日战争」），中文簡稱第二次納卡戰爭，是纳戈尔诺-卡拉巴赫地区在阿塞拜疆、亞美尼亞和其支持的阿尔察赫之間的一场武裝衝突。战争于9月27日上午爆发，阿塞拜疆军队沿着第一次纳戈尔诺-卡拉巴赫战争（1988–1994）后的阵地发起全面进攻，战斗在地形开阔的纳戈尔诺-卡拉巴赫南部尤为激烈。为应对此次冲突，亚美尼亚和阿尔察赫共和国宣布戒严同时发布全国总动员令，而阿塞拜疆亦宣布戒严和宵禁，并于9月28日宣布部份动员。土耳其向阿塞拜疆提供了军事支持。
此次冲突中使用了无人机、遥感技术、远程重型火炮和导弹等现代化武器，信息战和社交媒体心理战也成为战争手段的一部分。双方尤其是阿塞拜疆广泛使用了无人机战术，并被观察者认为对战局产生了决定性影响。国际社会，包括联合国和多个国家强烈谴责冲突，并呼吁双方缓和紧张局势，毫不拖延地恢复有意义的谈判。尽管俄罗斯、法国和美国多次斡旋停火协议，但都未能阻止战争持续恶化。
在纳戈尔诺-卡拉巴赫第二大城市舒沙被攻占后，双方于2020年11月10日签署停火协议，正式结束敌对状态。协议使纳戈尔诺-卡拉巴赫及其周边地区的控制权发生重大变化。根据协议，大约2000名俄罗斯维和人员被部署在连接亚美尼亚和纳戈尔诺-卡拉巴赫的拉钦走廊沿线，任务期至少五年。战后，有数量不明的亚美尼亚战俘被阿塞拜疆扣押，并被指控遭受虐待。相关案件已提交至国际法院。
2023年下半年，阿塞拜疆再次发动军事行动，最终控制了整个纳戈尔诺-卡拉巴赫争议领土。

## 背景
纳戈尔诺-卡拉巴赫地區以亞美尼亞人為主要民族，战争爆发前由亚美尼亚支持的阿尔察赫共和国实际控制，但国际上普遍承认为阿塞拜疆的领土。為爭奪這一地區，雙方於1988年2月至1994年5月之間曾爆发过第一次纳戈尔诺-卡拉巴赫战争。在俄羅斯斡旋下，雙方在1994年簽訂了比什凱克停火協議，按照双方实际控制的“接触线”停火，由亞美尼亞人控制纳戈尔诺-卡拉巴赫及周邊地區。亚美尼亚虽对包括周边毗邻领土在内的纳戈尔诺-卡拉巴赫大部分地区有事实上的控制权，并成立了阿尔察赫共和国，但亚美尼亚既不能承认纳卡独立，也未正式要求其并入本国；既要维护纳卡的主体地位，又必须模糊处理阿尔察赫的主权地位。2006年，阿尔察赫方面正式将周边占领区域并入其领土管辖范围。在2007年，兩國曾在西班牙馬德里就歐洲安全與合作組織明斯克小组提出的馬德里方案進行和平谈判，惟亞美尼亞在2020年3月明確拒絕了此一方案。在法理上，亚美尼亚官方虽称“作为阿塞拜疆一部分的纳卡没有未来”，但从未否认过纳卡现在不是阿塞拜疆的一部分，也没有承认其支持的阿尔察赫共和国。阿塞拜疆也正是因亚美尼亚的上述立场，才同意与其谈判。二十多年来，对纳卡的模糊立场，是两国停火和谈判的共识基础。在比什凱克停火協議至2020年9月的武裝衝突之間，兩國曾經發生過多次武裝衝突，當中最嚴重的是2016年衝突和2020年7月衝突，各造成雙位數字的傷亡。
2020年7月23日，亚美尼亚宣布与俄罗斯开始联合防空系统演习，并对2020年7月亞美尼亞－阿塞拜疆武裝衝突进行研究。一周後的7月29日到8月10日，阿塞拜疆与土耳其也进行了军事演习，並在9月上旬再度進行演練。在9月下旬，亞美尼亞參與俄羅斯在高加索地區的聯合軍演，演習地點包括亞美尼亞境內和阿布哈茲、南奧塞梯兩個未受國際普遍承認國家，後兩者普遍被國際社會視為格鲁吉亚的一部份。在第75屆聯合國大會上，時任土耳其總統埃爾多安發表聲明支持亞塞拜然和格鲁吉亚的領土完整。在衝突爆發之前，有指控指有數百名自由敘利亞軍成員進入阿塞拜疆，土耳其亦指控有敘利亞人民保護部隊和伊拉克庫爾德斯坦工人黨成員進入納卡地區訓練當地部隊。亞美尼亞總統反駁庫爾德民兵在納卡地區的指控，並稱該言論完全荒唐。

## 交戰进程
這項交戰的時間軸主要依靠於交戰方的正式聲明。交戰的特點是使用重型火砲、堑壕战、包括坦克在內的裝甲戰和無人機戰，特別是使用土耳其製造的拜拉克塔尔-TB2無人機和以色列滯空型彈藥哈洛普自杀式无人机，以及集束炸彈的新報導，在國際上大多數國家禁止使用集束炸彈，但亞美尼亞或阿塞拜疆並未禁止使用集束炸彈，以及對平民的彈道導彈襲擊。
爭奪領土的數量相對有限，但由於在國際邊界上部署和散佈的彈藥種類，衝突已擴大到納戈爾諾-卡拉巴赫邊界以外。砲彈和火箭彈落在伊朗東亞塞拜然省，儘管沒有造成任何損害，伊朗擊落了幾架無人機，格魯吉亞方面指出有兩架無人機在卡赫蒂大区墜毀。

### 9月-冲突和动员
27日，據阿塞拜疆媒體（Milli.Az）報導，亞美尼亞武裝部隊於2020年9月27日06:00用大口徑武器向阿塞拜疆進行密集射擊在先，令阿塞拜疆平民傷亡，而民用基礎設施也嚴重受損。阿塞拜疆表示，因此對亞美尼亞發起了反攻。而據阿爾察赫共和國總統新聞秘書瓦拉姆·波格索扬（Vahram Poghosyan）和阿薩瑟赫當局表示，行動始於上午08:03，阿塞拜疆武裝部隊向包括首都斯捷潘納克特在內的平民定居點發動火砲和空襲。當局敦促民眾在防空洞掩護。據亞美尼亞國防部發言人稱，亞美尼亞擊落了兩架阿塞拜疆直升機和三架ATS，阿塞拜疆也遭受了人員和技術損失。阿爾察赫人權組織稱，這次襲擊造成阿爾薩克平民的傷亡，一名婦女和一名兒童死亡，還有兩人受傷。在阿塞拜疆總統向全國講話時，阿爾察赫共和國實行了戒嚴法並動員全國男性。
27日下午，阿塞拜疆也宣布了戒嚴和宵禁。16:29阿塞拜疆向該地區的亞美尼亞人發出了最後通牒，同時確認遵守了國際人道主義法和《日內瓦四公約》。同日，阿塞拜疆国防部发言人阿纳尔·艾瓦佐夫中校表示阿塞拜疆军队已控制加拉汉贝利村、戈尔万德村、戈拉季兹村、尤哈拉·阿卜杜拉赫曼利村、贝尤克·梅尔詹利村和努兹格尔村，摧毁了木罗夫达戈山的亚美尼亚军哨所。27日的衝突造成双方至少有23人陣亡。又據阿塞拜疆媒體當天晚間報導，阿塞拜疆軍隊的自殺炸彈手摧毀了部署在亞美尼亞被佔領土上的S-300防空導彈系統。阿塞拜疆國防部又表示，阿塞拜疆摧毀了亞美尼亞軍隊的一個彈藥庫，令該地區發生了強烈爆炸。伊朗東亞塞拜然省副省長阿里亞爾·拉斯特古（Alyar Rastgoo）表示，由於衝突，一枚流彈的砲彈擊中了胡达费林县的卡拉夫·貝格魯（Khalaf Beyglu）村，未造成任何經濟損失或人員傷亡。
28日的衝突至少有55人喪生。伊朗媒體報導說，還有兩枚火箭彈落在胡达费林县的房屋附近。
29日，亞美尼亞國防部表示，從冲突爆发至當天，亞美尼亞方已歼灭790名阿塞拜疆士兵，其中180人是在卡瓦查地区的战斗中被击毙。亞塞拜然方另有1900人受伤、137辆坦克和装甲车辆、72架无人机、7架直升机和1架固定翼飞机被摧毁。同時亞美尼亞國防部還指稱土耳其空軍一架自阿塞拜疆占賈國際機場起飛的F-16戰鬥機，擊落了一架亞美尼亞空軍的蘇-25攻擊機並導致飛行員死亡。阿塞拜疆和土耳其兩國否認此一指控。不過阿塞拜疆方面表示，當天的確有兩架亞美尼亞的苏-25战机坠毁于山区。
30日，亞美尼亞政府在推特發推文表示马尔达凯特遭到阿塞拜疆的一架軍機空襲，造成3名平民喪生。阿塞拜疆政府则宣称自27日冲突爆发至30日早晨已击杀2,300名亞美尼亞士兵，摧毀130多辆坦克及装甲车辆、200套火炮及火箭装置、25个防空系统、6个指挥所和观察哨，並表示29日在霍贾雷区的战斗中，摧毀亞美尼亞方一套S-300防空导弹系统。亞美尼亞否认阿塞拜疆此说法，强调沒有太大伤亡。

### 10月-战事胶着
1日凌晨1:00，阿塞拜疆国防部宣布阿塞拜疆军队摧毁向不同方向移动的许多敌方军事纵队。据国防部称，在夜间战斗中，阿塞拜疆军队的各单位对驻扎在卡拉巴赫战斗区的亚美尼亚武装部队的阵地进行了炮击，摧毁了敌军的若干炮兵设施。亚美尼亚方面在早上表示，为了改善战斗力，敌人试图对部队和手段进行一些重组，但所有这些企图都被亚美尼亚武装部队及时发现并消灭。据纳卡国防军新闻界报道，他还补充说，在昨晚卡拉巴赫战斗区的整个战线上，局势依然稳定。當天上午，阿塞拜疆国防部报告说，早晨亚美尼亚武装部队恢复炮击泰尔泰尔市。根据阿塞拜疆总检察长办公室的消息，由于09:00亚美尼亚武装部队对泰尔泰尔的汽车站炮击，一名阿塞拜疆平民被杀害。亚美尼亚方面宣布击落了属于阿塞拜疆空军的一架飞机和一架直升机，其碎片落在伊朗境内。阿塞拜疆国防部否认了这一消息，称“阿塞拜疆空军所有飞机都已准备就绪，可以全面使用”。据阿塞拜疆国防部称，阿塞拜疆领土遭到亚美尼亚从戈里斯地区发射的火箭弹射击，同时从亚美尼亚发射的炮弹击中了杰布拉伊尔-菲祖利地区的前线目标。下午，亚美尼亚方面报告击落了阿塞拜疆空军的三架Su-25攻击机和两架Mi-24直升机。阿塞拜疆国防部否认了亚美尼亚方面摧毁阿塞拜疆空军的各种飞机的报道，并补充说，阿塞拜疆空军在今天的战斗中没有使用战斗机和直升机。阿塞拜疆国防部宣布，杰布拉伊尔地区的Jojug Marjanli村，菲祖利地区的戈拉季兹以及戈兰博伊，泰尔泰尔和阿格达姆地区的前线村庄遭到亚美尼亚武装部队的炮击。當天亞美尼亞确认有104名士兵、23名平民死于冲突，法国《世界报》两名记者遭阿军炮火击中，伤势严重。阿塞拜疆則承認有一名平民死亡。此外，据伊朗媒体报道，有五枚迫击炮弹落入伊朗境内，并炸伤一名6岁儿童。
2日，阿塞拜疆国防部宣布，到10月2日上午，阿塞拜疆军队已经控制了马达吉兹（Madagiz）周围的高地，并向杰布拉伊尔-菲祖利方向前进。该报告称，夜间摧毁了5个装甲和汽车设备，3个军事基础设施和亚美尼亚一侧的大量人员。當地時間晚上8點30分左右，亞美尼亞政府在推特表示阿爾察赫首都斯捷潘纳克特被對手的導彈擊中高達三次。亚美尼亚武装力量第193特种攻击营的军旗被阿塞拜疆武装部队第6攻击军团在马尔塔克尔特地区俘获。亚美尼亚外交部发表声明，称愿意和平解决纳卡冲突，并与欧洲安全与合作组织明斯克小组开展协作。阿塞拜疆总统的助手则表示，“如果亚美尼亚希望避免局势进一步升级，必须首先结束侵略”。阿爾察赫國防部表示有54名军人陣亡，累计158人死亡。
3日，亚美尼亚国防部发言人阿尔斯通·霍夫汉尼斯扬说，在阿塞拜疆将新部队转移到那里之后，10月2-3日晚上发生了激烈的战斗。 军事新闻部长苏珊·斯捷潘尼扬（Shushan Stepanyan）说：“敌人将大量部队集中在这些侧翼上，并发动了进攻。亚美尼亚的小分队阻击了敌人的进攻，给他们造成了沉重的损失”，並表示阿军已伤亡2745人，仅在2日就阵亡540人；123架无人机、14架直升机、14架固定翼飞机、335辆装甲车辆被摧毁。阿塞拜疆国防部新闻发言人瓦吉夫·达格里（Vagif Dargahli）说，阿塞拜疆的攻击无人机继续摧毁亚美尼亚武装部队的军事装备。阿塞拜疆国防部称，阿塞拜疆军队“正在对敌人采取报复措施”，並宣佈阿军控制了菲祖利区的一些村庄。
4日早晨，斯捷潘纳克特市遭到阿塞拜疆炮击，部分建筑燃起大火。阿塞拜疆称亚美尼亚方炮击该国第二大城市占贾，此举将进一步导致冲突事态升级。亞美尼亞國防部否認這是從其領土來的，而阿爾察赫軍隊負責人指出亞美尼亞部隊已經瞄準並摧毀了占賈國際機場上的軍事基地；阿塞拜疆對此予以否認。隨後，來自俄羅斯媒體的現場報導以及機場主任說，由於病毒大流行，該機場自3月以來一直沒有運轉。大約14:00，阿塞拜疆聲稱阿塞拜疆部隊在他的掩體中重傷了上午訪問過陣地的阿爾察赫總統阿魯秋尼揚；被阿爾察赫否認。大約一個小時後，阿塞拜疆國防部發佈亞美尼亞火力支援、裝甲和後勤部隊遭到破壞的影片。大約16:00，阿塞拜疆國防部表示，亞美尼亞部隊正用大砲向位於阿格賈貝迪區的Sarıcalı，位於阿格達姆區的Baharlı，Çıraqlı和Üçoğlan和位於巴爾達區的Şahvəlilər射擊。大約40分鐘後，阿塞拜疆總統阿利耶夫宣布，阿塞拜疆軍隊已控制了傑布拉伊爾區的傑布拉伊爾，Karxulu，Şükürbəyli，Yuxarı Maralyan，Çərəkən，Daşgəsən，Horovlu，Mahmudlu和Deccal。阿爾察赫總統發言人否認傑布拉伊爾被阿塞拜疆控制。阿塞拜疆國防部在大約22:40稱，亞美尼亞軍隊用火箭炮向泰爾泰爾和明蓋恰烏爾開火，後者擁有大型水庫，亞美尼亞將其視為軍事目標；亞美尼亞和阿爾察赫都否認了這一點。
10月5日上午，阿塞拜疆国防部称，亚美尼亚武装部队炮击了贝拉甘，巴尔达，泰尔泰尔和戈拉季兹等地，阿格贾贝迪区、泰尔泰尔区、戈兰博伊和汉拉尔区的村庄。Dozhd电视台的记者也记录了当天对斯捷潘纳克特，巴尔达和泰尔泰尔的炮击。早晨，亚美尼亚国防部新闻秘书苏珊·斯捷潘尼扬说，阿塞拜疆武装部队已恢复南部方向的进攻行动。
下午12:09，阿塞拜疆国防部宣布，亚军正在从亚美尼亚Berd地区的领土上轰炸占贾市，后又报道了亚美尼亚武装部队对阿格贾贝迪城的炮击。
傍晚，阿塞拜疆国防部宣布由阿塞拜疆军队摧毁亚美尼亚武装部队第63坦克营的三辆坦克，亚美尼亚国防部则宣布摧毁一架敌方坦克和一辆BMP-2。傍晚，阿尔察赫总统的新闻秘书瓦拉姆·波格索扬说，在前线的某些地区，阿尔察赫军队正在进行战术撤退，“以避免不必要的损失并给敌军造成更大的伤害”。阿塞拜疆国防部报告说：“在哈德鲁特（Hadrut）的亚美尼亚武装部队第1机械化步兵团的部队食物和燃料短缺”，该团第3营人员“未经许可离开战斗位置”。此外阿塞拜疆国防部宣布在阿格达拉方向摧毁了第62炮兵团的两个BM-21火箭炮和第41炮兵团的两个同类火箭炮。
傍晚，阿塞拜疆总统伊尔哈姆·阿利耶夫宣布阿塞拜疆军队占领了杰布拉伊尔区的希哈利·阿加勒村、萨雷扎雷村、马兹拉村，以及在多个方向上的几个战略要地。
10月5日至6日夜，阿塞拜疆国防部新闻发言人瓦吉夫·达格里表示：“在前线，特别是在杰布拉伊尔和菲祖利地区，阿塞拜疆军队占据优势”，“亚美尼亚武装部队正在遭受大量人员伤亡战斗力下降”，还补充说“敌军正在沿整个前线撤退”。据亚美尼亚国防部称，阿塞拜疆部队6日开始对卡拉巴赫地区战斗南轴发动大规模进攻，还补充说阿塞拜疆军队在与伊朗接壤的南部边界的大规模进攻中动用了大量部队、军车和坦克。
亞美尼亞方7日表示阿塞拜疆襲擊了阿爾察赫城市舒沙的平民及民用建築。上午，亚美尼亚国防部新闻秘书斯捷潘尼扬说，夜间敌人试图向东南方向（距离杰布拉伊尔不远）前进并设防，但遭到了亚美尼亚大炮的精确攻击，并在战场上造成60多人死亡，击毁了22个军用设备，俘获几十个可维修的设备，三队残余阿军逃离。而阿塞拜疆国防部宣布，晚上亚美尼亚武装部队第5山区步枪团的防御区被阿军摧毁指挥和观察站，观察到敌方防御区失去一辆坦克和三门大炮，造成亚美尼亚方大量人员死伤。
8日早晨，阿塞拜疆国防部报告说，亚美尼亚武装部队从早晨开始向戈兰博伊、泰尔泰尔和阿格达姆地区的村庄开火造成伤亡，阿塞拜疆军队正在采取适当措施。阿尔察赫则称斯捷潘纳克特整夜都在大火之中，该市部分断电。阿尔察赫国防部新闻局宣布恢复南部和北部方向的敌对行动。亞美尼亞方还表示阿塞拜疆軍隊轟炸了阿爾察赫舒沙市的象徵圣救主主教座堂，教堂嚴重破損。
亚美尼亚与阿塞拜疆两国代表9日在俄罗斯莫斯科舉行会谈。同時阿塞拜疆总统阿利耶夫发表电视讲话，表示世界上没有任何力量能够阻止阿塞拜疆恢复领土完整，如果亚美尼亚外长在莫斯科的会谈中依舊堅持纳卡屬於亚美尼亚，那么就不可能再举行会谈。同時阿利耶夫還表示，阿军在當天获得加德鲁特等10个村庄的控制权。对此亚美尼亚国防部发文予以驳斥。
10月10日，亚美尼亚与阿塞拜疆两国代表在俄罗斯莫斯科经过长达11小时的马拉松会谈后，同意自中午12时起停火。停火协议由俄罗斯外交部长拉夫罗夫宣布。不过停火协议生效5分钟后，双方撕毁停战协议，再度展开炮击。双方均指责对方在停火协议正式生效前持续发动攻击。亚美尼亚国防部称，10日上午，阿塞拜疆军方的无人机向纳卡地区的多个居住点发动了攻击。纳卡地区的一名官员10日也表示，当天上午，阿塞拜疆发射的飞弹击中了纳卡地区首府。阿塞拜疆方面当天也表示，亚美尼亚在停火协议生效前发动了“猛烈袭击”。据俄罗斯卫星通讯社报道，亚美尼亚国防部发言人斯捷潘尼扬在社交媒体上表示，“阿塞拜疆部队不顾从10日12时起生效的人道主义停火协议，于12时5分向卡拉汉贝利发动进攻。阿尔察赫军队各单位采取了适当的措施，以阻止敌人的进攻。”而阿塞拜疆军方则指责亚美尼亚武装部队炮击阿塞拜疆的泰尔泰尔和阿格达姆地区。
阿塞拜疆总检察长办公室11日表示，占賈遭到亞美尼亞導彈襲擊，造成9人死亡，34人受伤。亚美尼亚方面对此予以否认。
13日，亚美尼亚统一信息中心发布消息称，“战争发生以来，亚美尼亚共击毁阿塞拜疆173架无人机、16架直升机、18架飞机、521台装甲装备、4套重型喷火系统，仅10月12日，就有220名阿塞拜疆军人被亚美尼亚军人打死”。土耳其呼吁俄罗斯、阿塞拜疆、亚美尼亚和土耳其举行四方会谈，设法解决纳卡地区的冲突问题。
阿塞拜疆14日称已摧毁亚美尼亚弹道导弹系统。
15日，亞美尼亞媒體發布的一段視頻顯示，亞塞拜然方抓獲一老一少兩名向阿塞拜疆放下武器投降的亞美尼亞士兵，並將兩名士兵射殺，并割下两人的头颅以震慑亚美尼亚人。几名亚美尼亚人权观察员表示，此举有违《日内瓦公约》，是亞塞拜然方战争罪行的证明。阿塞拜疆国防部随即称其为虚假视频。阿塞拜疆国防部指出，亚美尼亚军队炮击了泰爾泰爾的一处墓地，當時此地正舉行葬禮，炮擊導致四名平民死亡，四名平民受伤。
阿塞拜疆国防部16日指出，亚美尼亚部队炮击了戈兰博伊、泰爾泰爾、阿格达姆和阿格賈貝迪地区。晚上，阿塞拜疆国防部称，前一天亚美尼亚部队向纳希切万的奥尔杜巴德发射了一枚导弹。亚美尼亚對此予以否認。此外阿塞拜疆還表示，亞塞拜然方已夺取霍賈文德區的定居点控制权。
17日晚，在俄羅斯外交部長斡旋下，雙方的外交部發表聲明說同意在18日0時0分起人道停火。17日凌晨，明盖恰乌尔和占賈遭到亞美尼亞袭击，占賈被飞毛腿导弹擊中。阿塞拜疆方面表示，占贾有13名平民被杀，52人受伤。亚美尼亚国防部對此予以否認，並聲稱亞美尼亞在休尼克州击落了两架來自阿塞拜疆的无人机，但亞美尼亞的聲明又被阿塞拜疆否認。當天，阿塞拜疆国防部宣布已击落亚美尼亚的一架苏-25攻击机。随后，阿塞拜疆总统宣布阿塞拜疆已夺回富祖利和几个村庄。
然而在18日，亞美尼亞指責阿塞拜疆很快再在停火協議生效四分鐘後便就發射火箭炮等武器。阿塞拜疆国防部則表示，亞美尼亞用迫击炮和大炮向杰布拉伊尔附近开火，亞塞拜然方采取适当的报复措施予以回擊。
23日夜間，衝突繼續進行，特別是在马尔达凯特、哈德魯特（Hadrut）和庫巴特雷附近。大約09：00，阿尔察赫當局表示，阿塞拜疆軍隊使用BM-30火箭炮襲擊了马尔图尼区的幾個村莊。阿塞拜疆發表了否認聲明；它說，亞美尼亞部隊對泰爾泰爾區、阿格達姆區和阿格賈貝迪區的村莊進行了密集的炮擊。在晚上，阿塞拜疆總統表示，阿塞拜疆部隊控制了霍賈文德區、富祖利、贊格蘭區和庫巴特雷區的幾個村莊。阿塞拜疆國防部還發布了其中一個村莊的確認錄像。
在24日夜間，衝突繼續發生，特別是在庫巴特雷附近。
25日夜間，阿塞拜疆國防部指出，其部隊奪取了對其他領土的控制權，衝突繼續以不同的強度繼續。美国国务院表示，新的人道主义停火协议於10月26日上午8时正式生效。
26日早晨，美國斡旋的停火再次被打破。根據阿塞拜疆的說法，亞美尼亞部隊在08:05開始砲擊，而根據亞美尼亞的說法，阿塞拜疆的火砲在08:45開始砲擊亞美尼亞陣地。
阿塞拜疆27日指责亚美尼亚对巴爾達发动导弹袭击，造成5人死亡，13人受伤。
交戰雙方30日在瑞士日內瓦會見了調解員，並同意不會故意將納戈爾諾-卡拉巴赫衝突中的平民視為目標。當天，阿塞拜疆国防部表示，阿格德雷、霍贾文德和古巴德利遭到了攻击。亚美尼亚方面则表示，亞美尼亞方挫败了阿塞拜疆人的进攻，並恢复对一些地区的炮击。

### 11月-舒沙戰役和停火协议签署

2020年停火協議
亞塞拜然
亚美尼亚
亞塞拜然取得控制的地區
克爾巴賈爾區: 11月15日前亚美尼亚從該區撤軍
阿格達姆區: 11月20日前亚美尼亚從該區撤軍
拉欽區: 12月1日前亚美尼亚從該區撤軍.
納戈爾諾-卡拉巴赫，停火協議未提及的區域
拉欽走廊，俄羅斯維和部隊進駐
未來於亞塞拜然與納希切萬自治共和國之間設立的走廊
2020年前實際控制線
其他阿爾察赫主張的地區

2日，亚美尼亚新闻媒体网站报道，阿塞拜疆军队曾向纳卡山地地区投放白磷弹，但這一指控很快受到阿塞拜疆國防部的否認。
4日夜晚過後衝突持續進行，尤其是在阿格達姆、霍賈文德、贊格蘭、庫巴特雷、拉欽和舒沙等地。隨後亞美尼亞部隊關閉了平民往返舒沙和拉欽之間的道路。亞塞拜然總統阿利耶夫表示，亞塞拜然軍隊奪取了若干村莊的控制權。
阿塞拜疆总统阿利耶夫在8日宣佈阿塞拜疆軍隊已经控制納卡地區第二大城市舒沙，土耳其方面表示祝賀，但亞美尼亞否認。
阿塞拜疆9日將一架位于亚美尼亚上空靠近亞塞拜然邊境地區的俄罗斯军用直升机错误击落，造成俄軍2死1傷。亞塞拜然方面向俄羅斯道歉並稱其純屬意外，表示將會負責後續賠償責任。
11月10日，俄罗斯总统普京與亚美尼亚和亞塞拜然的領導人發表聯合聲明，交戰雙方同意在納卡地區全面停火並簽署2020年納戈爾諾-卡拉巴赫停火協議。俄羅斯同時派遣2000人的维和部队進駐納卡地區。

### 12月-余波
11日，阿塞拜疆和亞美尼亞在停火協議簽署後首次發生交火。亚美尼亚国防部表示，阿塞拜疆军队在纳卡地区南部哈德鲁特（Hadrut）向欣塔赫（Hin Taghe）和赫萨伯德（Khtsaberd）两个村庄发动了进攻，造成三名军人受伤。阿塞拜疆国防部予以否认，反指認亚美尼亚方面挑衅并造成一名亞塞拜然军士兵受伤。
阿塞拜疆27日宣稱亚美尼亚武装在霍贾文德区对阿塞拜疆军队发动袭击，造成1名阿塞拜疆军人死亡，1名军人受伤。

## 非軍事行動

### 亞美尼亞
9月28日，亞美尼亞禁止所有在後備役名冊上的男性公民離開國境。总理尼科尔·帕希尼扬称冲突有扩大趋势，但暂时不会接受和谈。
10月1日，在亞美尼亞無法登入TikTok。同一天，亞美尼亞國家安全局（NSS）表示，逮捕了为阿塞拜疆承担间谍任务的前亞美尼亞高級軍官，並指控他犯叛國罪。國家安全局又於10月4日表示，因涉嫌從事間諜活動逮捕了幾名外國公民。此外為抗議以色列向阿塞拜疆出售武器，亞美尼亞召回了其駐以色列大使阿蒙·姆巴蒂揚（Armen Smbatyan）。以色列外交部表示，對亞美尼亞決定撤回其大使感到遺憾。
10月3日，亚美尼亚外交部呼吁国际社会“承认纳戈尔诺-卡拉巴赫共和国的独立”，以便“恢复该地区的和平与安全”
。
美国亚美尼亚人全国委员会呼吁特朗普政府通过美国财政部外国资产控制办公室对阿塞拜疆总统阿利耶夫、土耳其总统埃尔多安以及他们在亚美尼亚和阿尔察赫的军事指挥官针对平民的战争罪行实施严厉制裁。“我们希望财政部将采取有效行动，以确保实施这些制裁。委员会主席拉菲·汉帕里安（Raffi Hamparian）说：“他们都是战争罪犯，美国政府应该这样对待他们。”
 阿尔察赫共和国總統阿拉伊克·阿魯秋尼揚表示我們需要為長期戰爭做好準備。
10月6日亚美尼亚总理帕希尼扬表示“冲突的解决应建立在相互让步的基础之上。纳戈尔诺-卡拉巴赫愿意，亚美尼亚也愿意做出镜像让步，如果阿塞拜疆也准备做出这种让步”。

### 
9月29日，阿塞拜疆总统伊利哈姆·阿利耶夫接受俄羅斯-1电视台访问时拒绝协商。他表示：「亚美尼亚总理公然宣布纳戈尔诺-卡拉巴赫属于亚美尼亚。在此情况下，我们能够讨论怎样的协商程序？」，「亚美尼亚军队撤出纳卡地区是唯一停火条件」。阿利耶夫称“我相信土耳其正在稳定该地区局势。土耳其是一个兄弟国家，也是我们的盟友。土耳其在道义上支持我们，我们感谢土耳其领导人，土耳其总统和土耳其人民对我们的团结和支持” 。
阿塞拜疆驻华大使杰纳利接受采访时表示：“亚美尼亚政府没有给我们任何谈判的机会，所以现在和平谈判没有任何希望了”、“我们有能力用自己的力量解放我们的土地”。
关于由于局势持续紧张，阿塞拜疆共和国国民议会宣布从9月28日凌晨起在巴库、占贾、汉拉尔、叶夫拉赫等地区实行宵禁。
10月7日阿塞拜疆总统阿利耶夫表示，在纳卡地区的军事冲突结束后，阿塞拜疆将重返与亚美尼亚的谈判。
10月8日，在有希臘的亞美尼亞人到達納戈爾諾-卡拉巴赫與阿塞拜疆作戰的指控之後，阿塞拜疆召回其駐希臘的大使進行磋商。

## 傷亡和損失
平民和軍事人員傷亡很高，由於傷亡宣稱尚未得到獨立核實，因此可能被低估了。包括主要城市在內的平民地區受到攻擊，包括阿塞拜疆的第二大城市占贾和該地區的首府斯捷潘納克特市，許多建築物和房屋遭到破壞。圣救主主教座堂大教堂也遭到破壞。據幾個網點報導，在納戈爾諾-卡拉巴赫，尤其是斯捷潘納克特市，由於阿塞拜疆的大砲和無人機襲擊，該國人口被迫住在人滿為患的地堡中，並且難以進行測試和追踪接觸，以致COVID-19病例增加。。

### 戰爭罪
聯合國秘書長安東尼奧·古特雷斯說：“對任何地方的人口稠密地區的濫殺濫傷，包括在斯捷潘納克特、占贾等納戈爾諾-卡拉巴赫衝突直接影响的地區及其周圍地區，都是無法接受的。”

## 分析

### 背景

巴庫-第比利斯-傑伊漢管線（BTC）示意圖

战争再次爆发时，距离经俄罗斯斡旋所达成的临时停火协议已经二十多年。亚美尼亚和阿塞拜疆关于纳卡地区的和平谈判毫无进展，埃里温希望巴库以实际控制该地区的阿尔察赫共和国作为谈判对象，以纳卡的民族自决为条件换取对方归还周边领土，阿则坚持纳卡是本国不可分割的领土。随着两国民族情绪的对立愈演愈烈，长期统治阿塞拜疆的阿利耶夫家族经受国内多重压力，对此巴库着手改变其对纳卡问题的政策，抛弃了之前对和谈的希望。标志之一是2020年7月16日，总统阿利耶夫斥责并撤换了在任16年之久的“主和派”外交部长马梅迪亚洛夫（Elmar Mamedyarov），改由前教育部长贝拉莫夫（Jeyhun Bayramov）担任外长。因后者毫无外交经验，此举实际上等于总统本人直接操盘外交。总统办公厅下属国际关系分析中心主任沙菲耶夫（Farid Shafiyev）明确指出，阿政府和公众现在相信，“谈判是一条死胡同”。國際危機組織据此認為，2020年的战争很可能是由阿塞拜疆方面發起的。
2020年7月，两国首先在塔乌兹爆发冲突，塔乌兹地区不在纳卡范围内，却恰好处在对土耳其和阿塞拜疆有重要意义的“巴庫-第比利斯-傑伊漢管線”和“巴库-第比利斯-埃尔祖鲁姆”天然气管道的交汇处。上述戰略性管道主要的目的是將阿塞拜疆的里海原油運輸到土耳其，然後再運輸到西方市場。土耳其担忧7月冲突是亚美尼亚对土“断气”战略的预演。如果阿塞拜疆重新控制纳卡地区，可大大消耗和牵制亚美尼亚，阻断其潜在威胁。涉及俄羅斯和土耳其的複雜地緣政治已開始發揮作用。同时全球新冠疫情的爆发也使得俄罗斯、欧盟和美国等势力自顾不暇，为阿塞拜疆使用武力创造了较好的条件。

### 亚美尼亚的政局变动

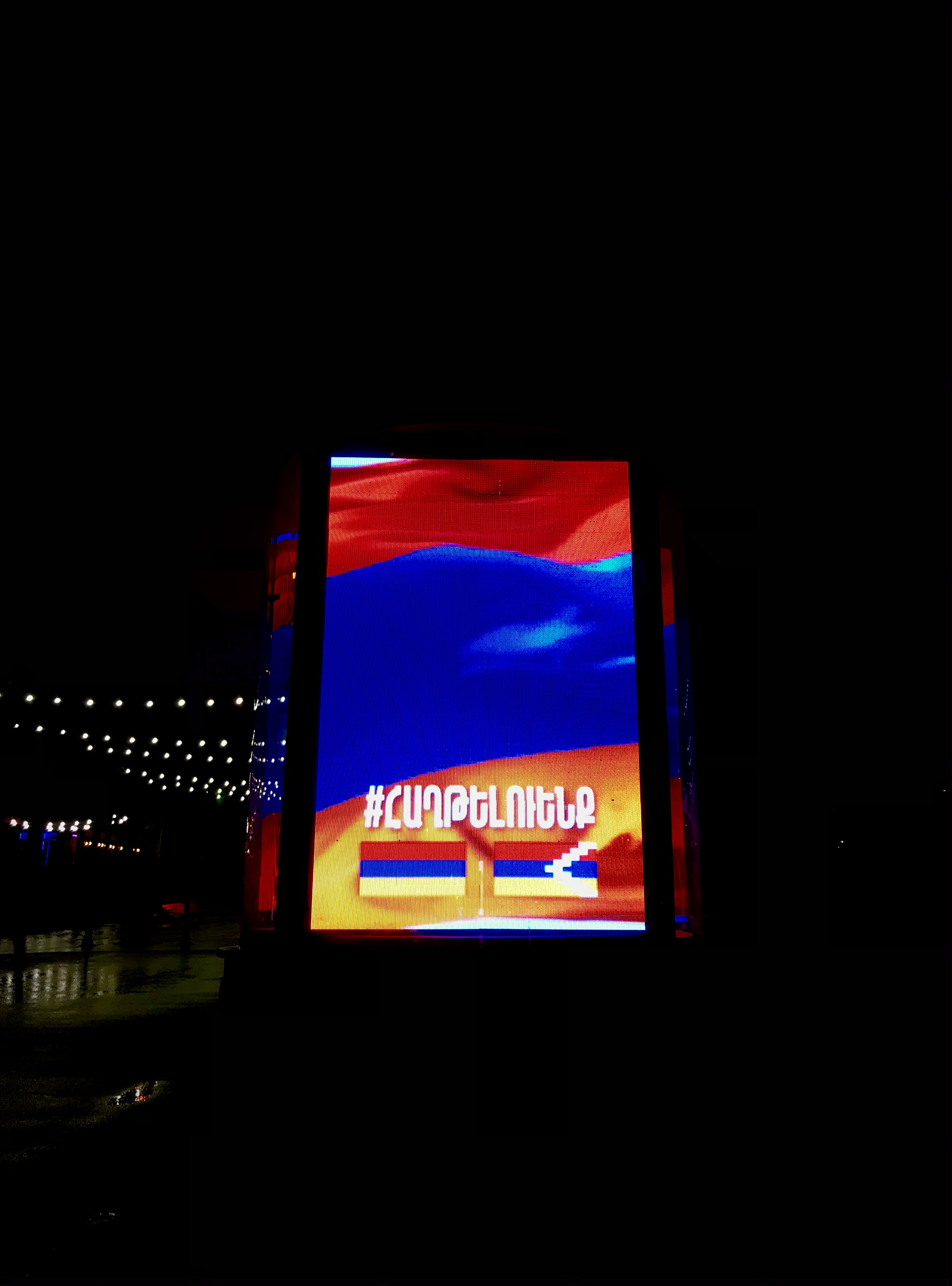
10月2日在亞美尼亞首都葉里溫市中心的標語"#Հաղթելուենք" ("我們會取得勝利")

2018年4月“天鹅绒革命”以来亚美尼亚政局并不稳定，并经历了一系列的对前政府官员的司法诉讼，这其中包括对普京称为“俄罗斯的真正朋友”的前总统罗伯特·科恰良的多次逮捕，激怒了克里姆林宫。更实质性的举措，包括削减与俄罗斯的情报关系，以及帕希尼扬用经验不足的忠诚者取代亲俄罗斯人士，让莫斯科进一步不安。尽管帕希尼扬宣称要和俄罗斯加强合作，与此同时反俄言论正在亚美尼亚政治圈子里渗透。卡拉巴赫领导人变得对俄罗斯不屑一顾，告诉他们的俄罗斯同行：“我们根本不需要〈你们〉俄罗斯人，我们可以在没有你们的情况下进军到巴库。”当第二次卡拉巴赫战争爆发时，俄罗斯知名人士兴高采烈地回报了蔑视，将帕希尼扬称为“亲美木偶”，并预测埃里温将为帕希尼扬疏远莫斯科付出高昂的代价。
尽管如此，帕希尼扬政权仍力图获得其安全保障者克里姆林宫对亚美尼亚的持续支持。他还深信自己的“民主战无不胜”，认为亚美尼亚新的民主形象必须获得布鲁塞尔和华盛顿的更多支持。然而，欧盟对亚美尼亚的政策仅停留在支持其改革进程，帕希尼扬高估了欧洲对其所能给予的支持。且此时川普政府与民主党主导的众议院冲突不断，主要以民主党政客为主的亚美尼亚游说团体对美国政府的影响力大打折扣。鉴于其在执政前后政策立场上的不一致，分析认为帕希尼扬的外交政策令人感到困惑，他可能实际上并没有执行为了西方而推行将亚美尼亚与俄罗斯脱钩的政策，但他的粗心大意肯定给莫斯科留下了破坏性的印象。最重要的是，新精英忽视了亚美尼亚长期存在的安全问题，其中最主要的是尚未解决的纳戈尔诺-卡拉巴赫冲突。亚美尼亚缺乏外交经验的民粹分子掌权加剧了战前地缘政治局势的不确定性。

### 两国实力和军事策略对比

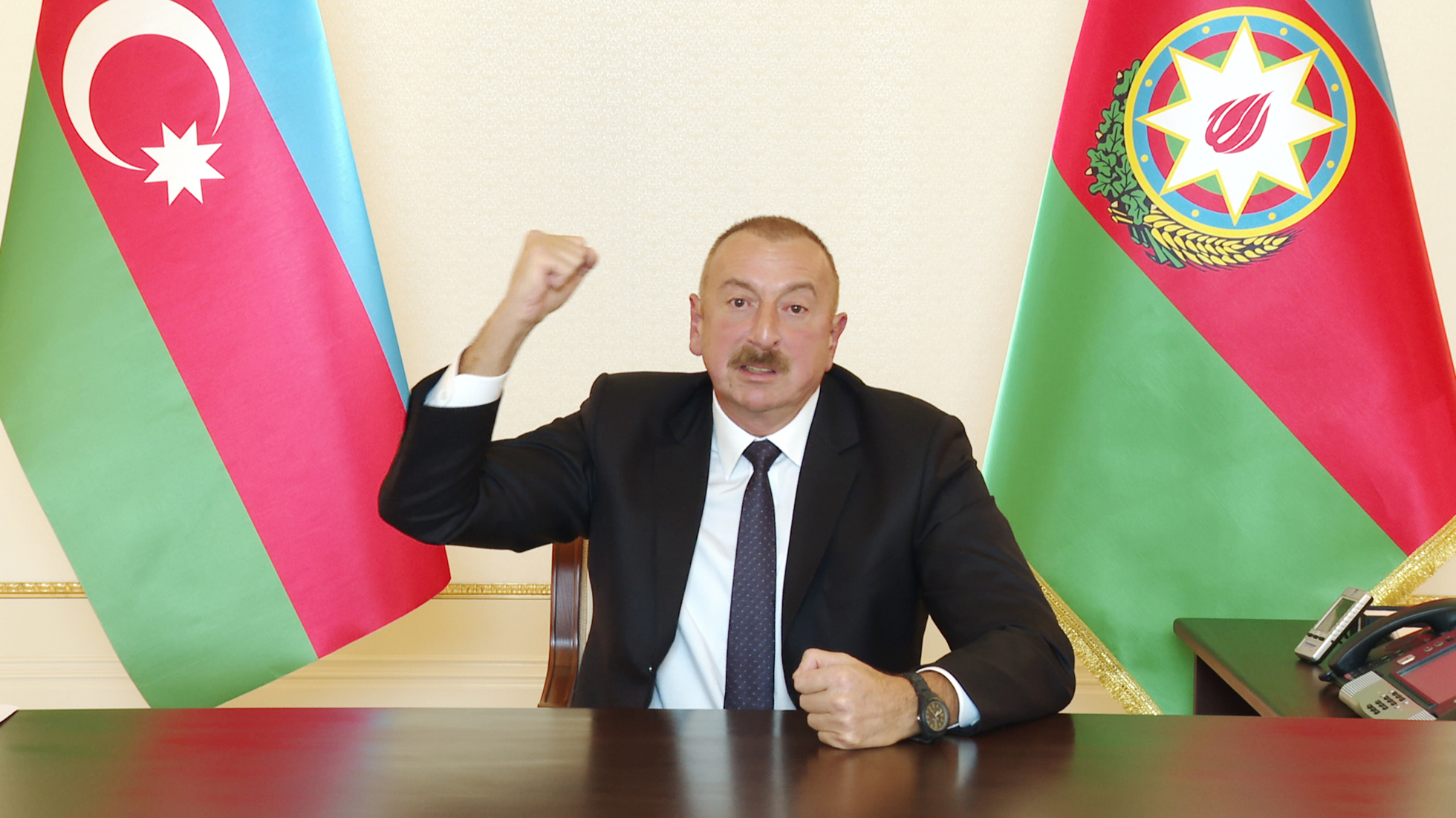
阿塞拜疆总统阿利耶夫在10月4日电视直播为国民打气助威

凭借其石油和天然气出口获得的收入，21世纪以来阿塞拜疆的经济实力和軍事預算支出一直高於亞美尼亞，因此得以從以色列、俄羅斯和土耳其購買先進的武器系統。
阿塞拜疆在战争前已經聚集了一大批土耳其和以色列提供的最先進的無人機。以色列向其出售了各种非武装的情报监视侦察（ISR）无人机以及“哈洛普”反辐射无人机。由于“哈洛普”无人机是设计通过俯冲和爆炸摧毁目标，因此也被称为“自杀无人机”。阿塞拜疆还从土耳其获得了一批拜拉克塔尔TB2武装无人机。在重型坦克、裝甲運兵車、尤其是自行火炮和遠程多管火箭炮的规模上阿塞拜疆擁有優勢，双方的战斗序列表明，阿塞拜疆在坦克数量上领先50%。因为亚美尼亚国力更薄弱，缺少资源对其地面部队和防空系统进行改进，主要使用的还是苏联时期老式、有些甚至已经过时的装备。亞美尼亞在伊斯坎德爾戰術彈道導彈方面的少量優勢也不明显。唯一的例外是亚美尼亚空军，它在战前接收了4架苏-30SM多用途战斗机，卻因彈藥問題未在此次衝突發揮作用。虽然亚美尼亚也有一些从俄罗斯购买的以及本国制造的ISR无人机，但在种类、数量和质量上都无法与阿塞拜疆匹敌。阿塞拜疆的有人戰鬥機機隊同样比亞美尼亞更多，儘管雙方都沒有大量使用它們。兩國之間仍在使用俄羅斯和土耳其提供的重型武器進行戰爭，尽管被预言這可能導致比1990年代更多的死亡和破壞，但最终结果表明无人机作战为阿塞拜疆军队取得冲突进程主导权发挥了关键作用。無人機有效的摧毀亞美尼亞軍事設施、防空系統及砲兵陣地，为阿塞拜疆的进攻提供了保障。第二次纳卡战争并不是一场闪电战，而是一场极其缓慢的地面战役。阿塞拜疆的地面进攻初期受到亚美尼亚人的顽强抵抗，进展相当缓慢。从阿塞拜疆入侵前的“接触线”到阿拉斯河最西部河段的距离约为100公里，用了四周的时间才被阿塞拜疆完全控制。从入侵点到最北端的距离约为80公里，阿塞拜疆花了六个星期才拿下。以色列贝京—萨达特战略研究中心的分析认为，阿塞拜疆在无人机上的明显优势才是改变战局的主要因素。
在亚美尼亚和阿塞拜疆国力差距日渐拉大的同时，帕希尼扬和他的内阁沉迷于极大主义主张。2019年3月，他的国防部长大卫·托诺扬（David Tonoyan）公开宣布，亚美尼亚的政策不再是“土地换和平”，而是“为新领土而战”。如果阿塞拜疆敢于发动另一场战争，亚美尼亚将占领更多的阿塞拜疆领土。议员们警告阿塞拜疆人，如果再发生另一场战争，“我们将一直前进到巴库！”。帕希尼扬在2019年8月访问纳卡地区首府斯捷潘纳克特时将扩张言论加倍，断言：“阿尔察赫就是亚美尼亚，就是这样！”分析人士认为，包抄亚美尼亚和纳卡地区政治对手的愿望可能促使帕希尼扬呼吁民族统一，但这是一个煽动性声明。这相当于明确拒绝了阿塞拜疆的立场，因此也拒绝了谈判的想法。正如亚美尼亚第一任总统的外交政策顾问杰拉德·利巴里迪扬（Gerard Libaridyan）所指出的，帕希尼扬将卡拉巴赫问题从一个自决问题重新塑造成亚美尼亚扩张主义问题，这是另一个巨大的错误。亞美尼亞无视阿塞拜疆在军事领域取得的进步，沉浸在前幾次的勝利中，不僅情報無法掌握及研析敵軍的軍事行動，軍力裝備的明顯差異也未查覺，戰場經營及戰爭準備更顯不足。战争失败后，帕希尼扬更被指责未将亚美尼亚军队的全部力量充分用于纳卡战场，且拒绝了来自希腊等国的志愿者和海外亚美尼亚侨民的参战，致使纳卡地区的阿尔察赫武装兵员严重不足，帕希尼扬政权“平戰轉換”的迟滞也是导致其战败的因素之一。

### 土耳其和俄羅斯
俄羅斯與阿塞拜疆保持著良好關係，並向雙方出售了武器。作為與亞美尼亞的同一个軍事同盟的一部分，俄羅斯在亞美尼亞擁有軍事基地，因此根據條約有義務在戰爭中保衛亞美尼亞。像敘利亞和利比亞持續的內戰一樣，俄羅斯和北約成員國土耳其也在这些冲突中站在对立的一方。然而，俄罗斯并未正式将其安全保障延伸到当时亚美尼亚实际控制的纳卡地区。此外，近年来阿塞拜疆有意拉近与俄罗斯的关系，尤其是在埃里温发生“天鹅绒革命”后，巴库利用莫斯科对帕希尼扬新政权的疑虑，对俄采取更加积极的政策，接纳俄参加之前所谓“绕开俄罗斯”的阿对外交通和能源项目，并联合俄开拓土耳其和中东欧能源市场，向俄释放善意，使之很难对阿“翻脸”，从而对俄援亚形成有力牵制。阿塞拜疆深知，俄罗斯是唯一能够有效阻止其武力收复纳卡的国家，过去之所以未在纳卡对亚美尼亚开战的主要原因就是对俄有所忌惮。2020年初，在新冠疫情和国际油价暴跌双重打击下，俄经济持续下滑，阿断定俄在受困于国内因素的背景下不会贸然对外用兵。巴库还认为，莫斯科在2014年开始的俄乌战争后受到美欧严厉制裁，加之亚美尼亚新政权对俄态度微妙，俄也不大可能过度卷入纳卡冲突，所以赌定俄罗斯不会派兵直接介入。
土耳其作为阿塞拜疆的长期盟友，与亚美尼亚因各种原因交恶。2020年初，亚美尼亚总理帕希尼扬在《塞夫尔条约》百年纪念日发表的一次演讲中完全抛开逻辑和谨慎，宣布该条约是“历史事实”、“至今仍然如此”。他对已经被废除条约的提及被视为亚美尼亚人正在恢复对土耳其东部的主张，这些地区比亚美尼亚面积大25倍。杰拉德·利巴里迪扬认为，帕希尼扬的讲话至少相当于对土耳其宣战，这彻底激怒了埃尔多安政府。

## 後續

### 对停火协议的反应
亞美尼亞
在總理帕希尼揚宣告全面停火協議後，亞美尼亞人表现出了强烈的不滿並爆發了2020年亞美尼亞示威。示威者們稱呼簽署停戰協議的帕希尼揚為叛徒，憤怒的抗議群眾闖入首都葉里溫的政府機關總部翻箱倒櫃、砸窗洩憤。不滿的群眾也佔領了亞美尼亞國會大樓毆打阿拉拉特·米爾佐揚並要求帕希尼揚下台。同時納卡地區的亞美尼亞人開始撤離。

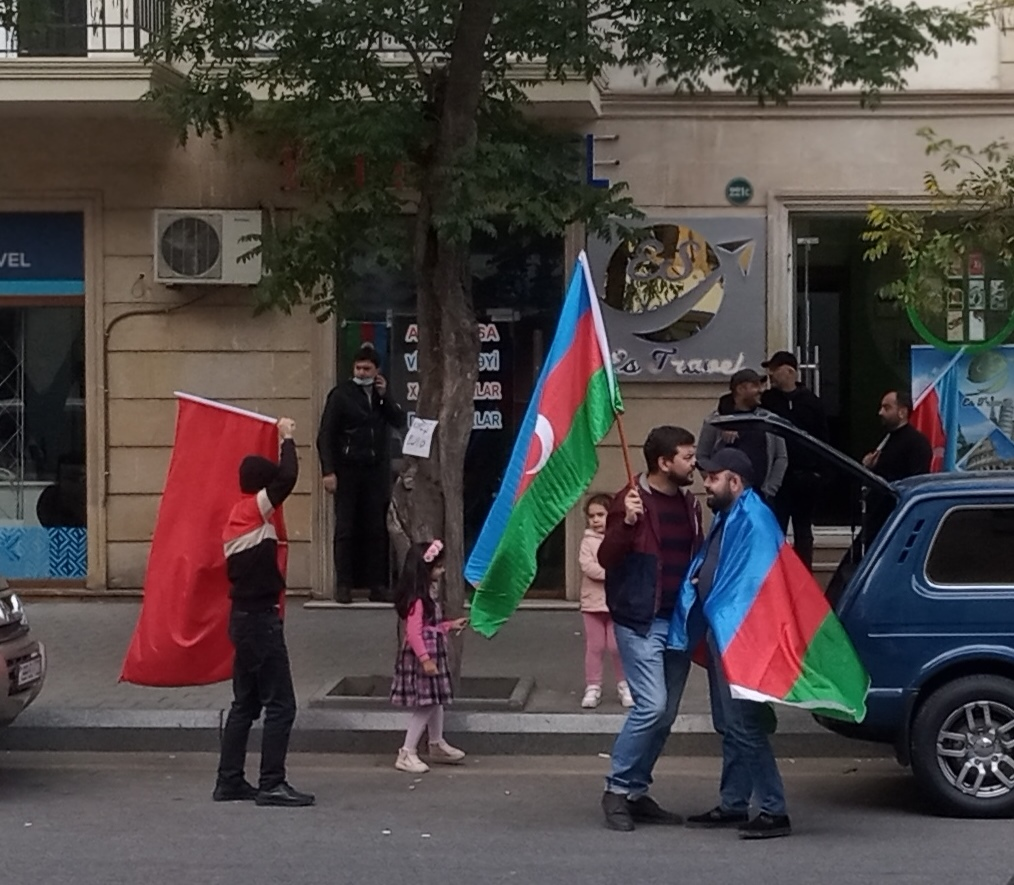
亞塞拜然首都巴庫舉行慶祝活動。

阿塞拜然國內在停火協議簽訂後舉行慶祝活動，總統阿利耶夫表示他與俄羅斯總統普京共同施壓亞美尼亞總理帕希尼揚在停火協議上簽字，宣称亞美尼亞實質上已經投降。他在勝利宣言中感謝土耳其總統艾爾多安和俄羅斯總統普京的協助。
12月10日，亞塞拜然在首都巴庫的自由廣場舉辦勝利閱兵儀式，3000名在戰爭中表現傑出的亞塞拜然軍人參加了閱兵，並展示了許多軍事裝備、無人機和從亞美尼亞軍隊繳獲的戰利品，土耳其軍官與士兵也參加了此次閱兵。土耳其總統艾爾多安出席閱兵並致詞。

### 重啟和談
亞美尼亞總理帕希尼揚以及阿塞拜疆總統阿利耶夫，由歐洲理事會主席米歇爾協調下，兩國同意啟動和談，於2022年4月底前設立雙邊委員會，解決納戈爾諾卡拉巴赫地區邊境爭議，處理納卡地區邊境劃界問題。雙方各自指示外長啟動和談準備。

### 2023年阿塞拜疆攻势和阿尔察赫共和国的解散
2022年3月24日，亞塞拜然再度進攻阿尔察赫共和国並已占領部分地區。2023年5月22日，亚美尼亚总理帕希尼扬表示，亚美尼亚准备有条件承认纳卡地区是阿塞拜疆的一部分，承认包含纳卡地区在内的阿塞拜疆领土完整。當天夜间，阿爾察赫國民議會召开紧急会议，一致通过了一项关于不允许承认纳卡地区为阿塞拜疆领土的决议。会议还呼吁纳卡地区前任和现任领导人谴责帕希尼扬关于可能承认纳卡地区为阿塞拜疆领土的表态。
2023年9月，阿塞拜疆再次发动进攻，并取得胜利。9月28日，阿尔察赫共和国總統萨姆韦尔·沙赫拉马尼扬签署命令，阿尔察赫共和国将于2024年1月1日前解散所有國家機構並停止存在，由此從1991年起自行宣布獨立的阿爾察赫共和國在建國了32年後將不復存在。

## 反應

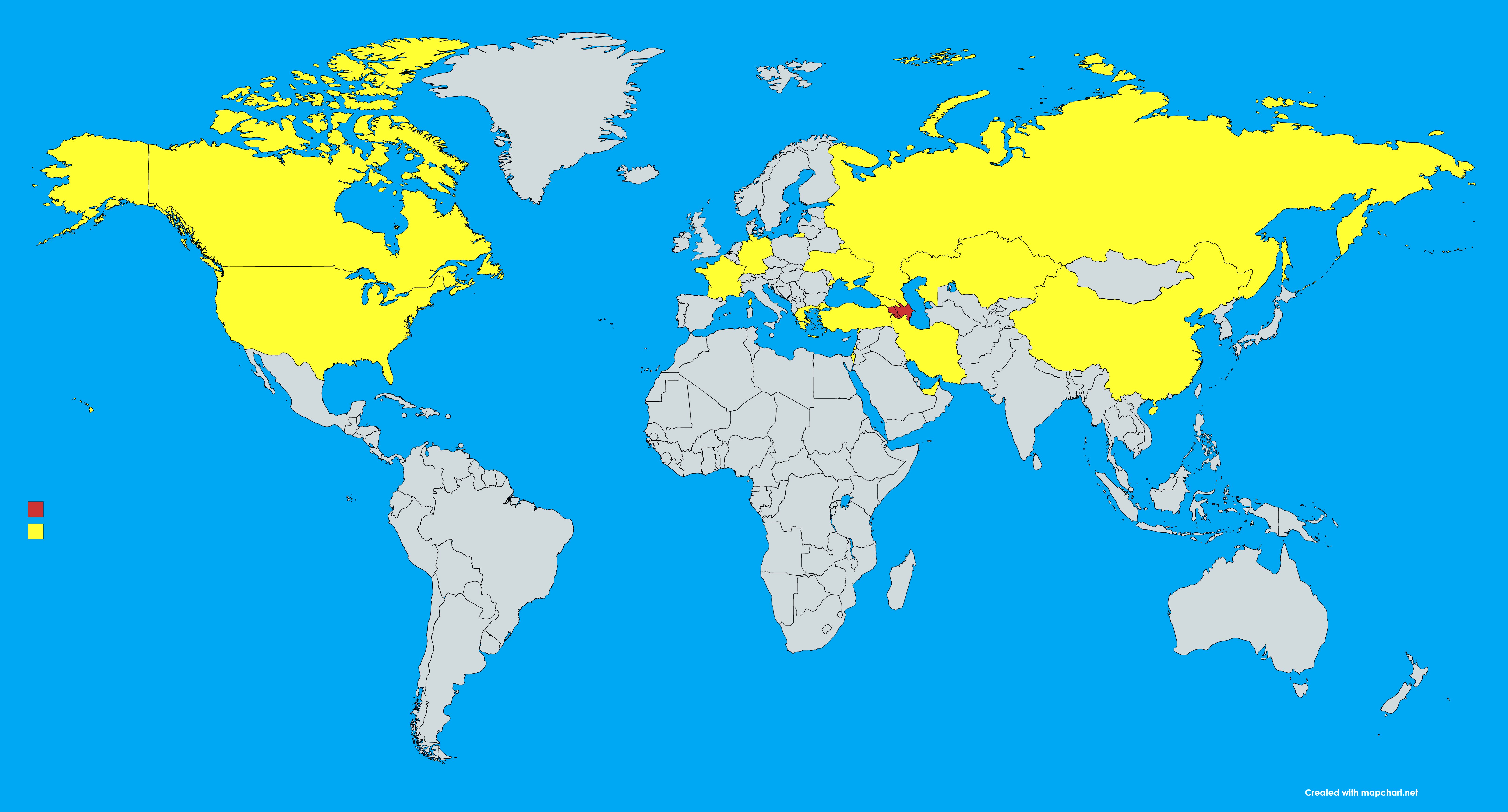
交战双方
对此发表评论的国家

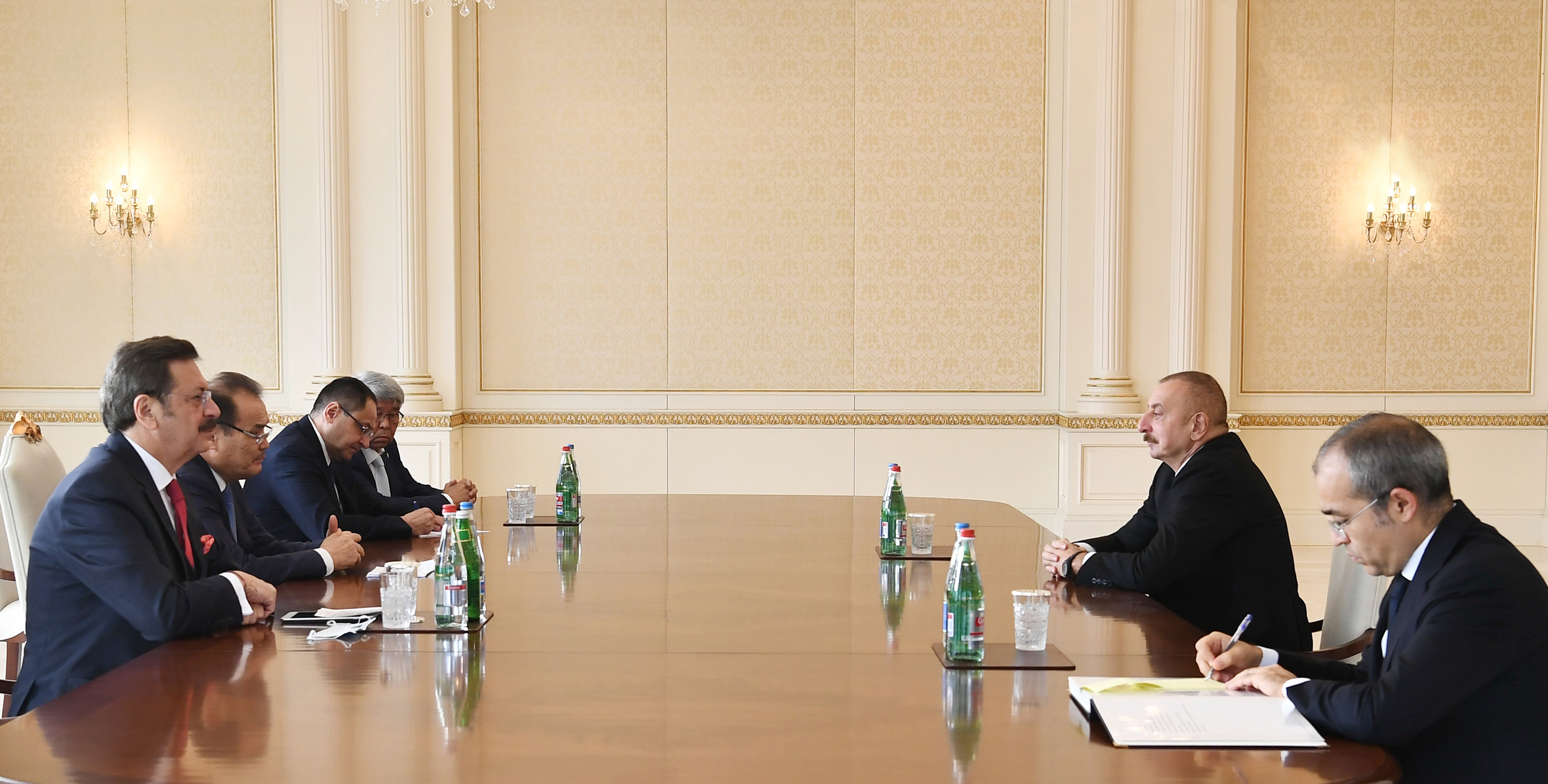
11月2日，突厥議會秘書長巴格達·阿姆雷耶夫(Baghdad Amreyev)在巴庫。

### 國際組織
- 联合国：強烈要求各交戰方立即停火和進行談判解決衝突[232]。
- 突厥議會：秘書長巴赫达特·阿穆列夫（俄语：Амреев, Багдад Култаевич）要求亞美尼亞部隊撤出阿塞拜疆[233]。
- 欧盟：欧盟理事会主席与阿塞拜疆总统和亚美尼亚总理通電話，呼吁两国停火[234]。

### 非交戰國
- 土耳其：支持阿塞拜疆捍衛自己的領土[235]，並譴責亞美尼亞對阿塞拜疆的襲擊[236]。在停戰協議簽署後，土耳其聲稱亞塞拜然取得了「歷史性的勝利」並祝賀亞塞拜然成功奪回故土。[237]
- 法國：总统马克龙根据可靠情报谴责土耳其向阿塞拜疆派遣叙利亚的武装人员，协助与亚美尼亚作战，表示土耳其的行为将使局势恶化。法国也将派遣一架飞机运回当地法国伤员[238]。
- 巴基斯坦：強烈譴責亞美尼亞武裝部隊襲擊亞塞拜然的民用基礎設施和作戰陣地，認為這是對亞塞拜然的侵略，並支持亞塞拜然在納戈爾諾-卡拉巴赫衝突中的公正立場[239]，納戈爾諾-卡拉巴赫為亞塞拜然的固有領土。
- 阿富汗：阿富汗外交部在一份聲明中對亞美尼亞和亞塞拜然在納戈爾諾-卡拉巴赫爆發的衝突表示沮喪。阿富汗政府呼籲立即停火，並宣布支持亞塞拜然[240]。
- 賽普勒斯：發表聲明譴責亞塞拜然違反停火協議並要求其他國家停止採取任何有可能導致衝突升級的行動，並要求雙方恢復和平談判[241]。
- 美国：美国总统特朗普记者会称“和冲突方关系都不错，看是否能阻止冲突蔓延”[185]。
- 俄羅斯：呼吁纳卡冲突双方停火，愿意召集亚美尼亚和阿塞拜疆两国外交部长谈判以促成停火[98]。10月7日俄羅斯總統普京呼籲停止在納戈爾諾-卡拉巴赫的衝突[242]。另外，雖然俄羅斯在亞美尼亞國內有若干軍事基地，但普京在接受俄羅斯24採訪時表示俄羅斯僅在亞美尼亞本土遭受攻擊時會幫助亞美尼亞[243]。
- 中国：希望有关各方保持冷静和克制，采取措施，避免局势进一步的升级，通过政治对话化解矛盾分歧[244]。
- 伊朗：伊朗最高领袖顾问阿里·阿克巴尔·维拉亚蒂表示，亚美尼亚应从“阿塞拜疆被占领土上”撤出，并退回国际公认的边界，他还补充说“伊朗建议土耳其朋友不要火上浇油，帮助阿塞拜疆在不发生流血冲突的情况下收回被占领土地”[127]。
- 加拿大：加拿大發現其出口至土耳其的無人機技術被阿塞拜疆軍隊用於與亞美尼亞的作戰，於是加拿大於2020年10月初暂停向土耳其出口部分无人机技术。土耳其外交部認為，暂停出口显示加方的双重标准[245]。

### 非聯合國會員國
- 德涅斯特河沿岸：強烈期盼雙方能找到衝突的解決方法，並對「如兄弟一般的阿爾察赫人民」感到同情[246]。

- 北賽普勒斯：北賽普勒斯政府表態支持亞塞拜然[247]。

## 第三方勢力介入的爭議

### 土耳其與敘利亞反對派
亚美尼亚方面称土耳其将数千名叙利亚武装分子送到卡拉巴赫与亚美尼亚军队作战，并要求其离开，法国总统马克龙也称有土耳其支持的叙利亚武装人员加入阿塞拜疆一方作战，土耳其和阿塞拜疆均否认这个说法。《法蘭西24》，《獨立報》和《衛報》報導了土耳其在敘利亞招募敘利亞僱傭軍與納戈爾諾-卡拉巴赫的阿塞拜疆軍人作戰的證據。《泰晤士報》的一份報告部分證實了土耳其參與派遣200名敘利亞戰鬥人員支持阿塞拜疆軍隊的做法；一個土耳其消息來源報導說，他們的行動獨立於敘利亞國民軍。埃马纽埃尔·马克龙指責土耳其通過加濟安泰普將敘利亞的“聖戰者”派往納戈爾諾-卡拉巴赫，而俄羅斯則對來自敘利亞和利比亞的“非法武裝部隊”存在於衝突地區表示關注。
成千上万的土耳其公民在等待“对亚美尼亚人的战争命令”，致阿塞拜疆最高统帅阿利耶夫总统的信中称他们时刻准备将“兄弟国家从占领者手中解放出来”。
由於擔心在衝突中使用該國技術，加拿大已暫停向土耳其出口其無人機技術。

### 境外亞美尼亞人與庫爾德民兵
土耳其官员和官方媒体多次指责亚美尼亚从叙利亚和伊拉克招募库尔德武装人员，以协助他们持续与阿塞拜疆进行军事冲突。亚美尼亚总统阿尔缅·萨尔基相于9月30日称其为“胡扯”。

### 武器供應

#### 以色列
以色列是阿塞拜疆的其中一個主要武器供應國和貿易夥伴，被指在衝突期間持續向阿塞拜疆運送包含無人機在內的武器和軍備。尼科尔·帕希尼扬嚴厲批評以色列向阿塞拜疆及其盟友出售武器，稱以色列正在與針對和平人口的“僱傭兵和恐怖分子”合作。

#### 俄羅斯，伊朗，格魯吉亞
在衝突期間，阿塞拜疆和伊朗的媒體均有報導指俄羅斯軍備經伊朗運到亞美尼亞境內
。9月29日伊朗外交部長否認該指控。隔日，阿塞拜疆國營電視台發佈了一些軍備正在經伊朗運送的鏡頭。阿塞拜疆國民議會議員沙比尔·鲁斯塔姆汉利質疑伊朗參與運送武器至亞美尼亞的行動，並於國民議會提議在以色列開設大使館。伊朗總統府辦公室首長在9月30日致電阿塞拜疆總理，否認相關指控並指這些言論意論意在破壞兩國關係。伊朗國營電視台指画面中的卡車事實上是在運送亞美尼亞早前向俄羅斯卡馬汽車廠購買的汽車。
在9月28日，俄羅斯媒體報道該國有私人軍事服務公司已經準備好參與納卡地區的戰事以對抗阿塞拜疆。10月1日，自由歐洲電台宣稱引用來自瓦格納集團的消息，該私人軍事服務公司已經參與在納卡地區的戰事。
阿塞拜疆總統最初表示格魯吉亞不允許武器通過其領土運輸，並感謝格魯吉亞作為夥伴和朋友。 但是，在隨後的採訪中，他聲稱亞美尼亞濫用其伊尔-76貨機中的一架進行民用飛行，秘密運輸戰鬥人員和9M133短號反坦克导弹 從俄羅斯通過格魯吉亞領空進入亞美尼亞。 格魯吉亞對此作出回應，稱其領空對所有軍隊和軍事貨運航班均不開放，但對民用和人道主義航班開放。

#### 塞爾維亞
阿塞拜疆指控塞爾維亞經喬治亞向亞美尼亞供應軍備。時任塞爾維亞總統亞歷山大·武契奇回應指視阿塞拜疆和亞美尼亞雙方為朋友，強調塞爾維亞並沒有向雙方供應武器。

## 外部鏈接
- 维基共享资源上的相關多媒體資源：第二次納戈爾諾-卡拉巴赫戰爭